# گوجکی
گوجکی (به لاتین: Gudziki) یک روستا در لهستان است که در گمینا کورشه واقع شده‌است.